# 埃斯梅拉达斯省
埃斯梅拉達斯省（西班牙語：Provincia de Esmeraldas），是厄瓜多爾西北部的一個省，臨太平洋岸，北界哥倫比亞。面積15,216平方公里，2001年人口385,223人。首府埃斯梅拉達斯。
1861年，下分八市。
1. ↑  Citypopulation.de （页面存档备份，存于） Population and area of Esmeraldas Province
2. ↑  Villalba, Juan. . Scribd.   [2019-02-05]. （原始内容存档于2019-04-27） （西班牙语）.